# WBHF Boxer des Jahres
Die World Boxing Hall of Fame (WBHF) vergab von 1999 bis 2008 den Preis für den Weltboxer des Jahres.
Folgende Tabelle listet bis auf 2004 und 2005 alle Preisträger:
| Weltboxer des Jahres | Weltboxer des Jahres | Weltboxer des Jahres |
| Jahr                 | Boxer                | Nationalität         |
| -------------------- | -------------------- | -------------------- |
| 1999                 | Fernando Vargas      | Mexikanisch          |
| 2000                 | Shane Mosley         | US-Amerikanisch      |
| 2001                 | Bernard Hopkins      | US-Amerikanisch      |
| 2002                 | Vernon Forrest       | US-Amerikanisch      |
| 2003                 | Roy Jones junior     | US-Amerikanisch      |
| 2004                 | n. a.                | n. a.                |
| 2005                 | n. a.                | n. a.                |
| 2006                 | Carlos Baldomir      | Argentinisch         |
| 2007                 | Manny Pacquiao       | Philippinisch        |
| 2008                 | Antonio Margarito    | Mexikanisch          |